# Eleanor Doorly
Eleanor Doorly, född 1880, död 1950, var en brittisk författare av barnböcker. 
Doorly föddes på Jamaica men flyttade till England då hennes far dog. Hon uppfostrades av en gammelfaster i Royal Leamington Spa och studerade under en period vid ett franskt lycée. 
Doorly hade en förkärlek för Frankrike vilket även reflekterades i hennes bokutgivning. Hon skrev tre populära biografier om berömda franska vetenskapare; Fabre, Pasteur och Curie. Den sistnämnda av dessa böcker, med titeln The Radium Woman, (1939) - vann Carnegie Medal. Hon gav även ut ett antal historieböcker. 
Hon var rektor för King's High School for Girls i Warwick.